# 1905 en santé et médecine
| Années de la santé et de la médecine : 1902 - 1903 - 1904 - 1905 - 1906 - 1907 - 1908    |
| Décennies de la santé et de la médecine : 1870 - 1880 - 1890 - 1900 - 1910 - 1920 - 1930 |

Cet article présente les faits marquants de l'année 1905 en santé et médecine.

## Événements
- Camille Guérin découvre que le bacille de la tuberculose bovine (Mycobacterium bovis) peut immuniser les animaux sans déclencher la maladie.

- Janvier : grève des préparateurs en pharmacie à Odessa[1].
- 28 février : loi sur le régime des pharmacies au Luxembourg[2].
- 3 mars : le microbiologiste allemand Fritz Schaudinn découvre Treponema pallidum, l’agent causal de la syphilis.
- 27-30 avril : premier congrès national des pharmacies mutualistes, à Lyon[3].
- 14 juillet : loi sur l'assistance obligatoire aux vieillards, infirmes et incurables[4].
- 27-30 juillet : congrès de chimie et de pharmacie de l'Association pharmaceutique de la province de Liège[5].
- 16 septembre : fondation de l'Institut de médecine tropicale du service de santé des armées, dit « École du Pharo[6] ».
- 28 septembre : fondation, au Havre, de la maison de santé des Ormeaux, aujourd'hui clinique des Ormeaux[7].
- 7 décembre : l'ophtalmologue autrichien Eduard Zirm réalise la première transplantation d'organe, une greffe de cornée.
- Création de l'Assistance médicale indigène et d'un corps de médecins de l'Assistance, dépendant du gouvernement général de l'Indochine[8].
- Publication des Trois essais sur la théorie sexuelle de Sigmund Freud[9].
- Fondation de la faculté de pharmacie de l'université de Californie du Sud (USC School of Pharmacy[10]).
- Le joueur de rugby gallois Willie Llewellyn, pharmacien de formation, ouvre vers 1905 une officine à Tonypandy, sa ville natale.
- L'épidémie de poliomyélite en Suède fait 1 031 victimes[11].

## Prix
- Prix Nobel de médecine : Robert Koch, « pour ses recherches et ses découvertes liées à la tuberculose[12] ».

## Naissances
- 6 ou 13 février : Slimane Ben Slimane (mort en 1986), médecin et homme politique tunisien.
- 7 février : Ulf von Euler (mort en 1983), neurophysiologiste suédois, prix Nobel de médecine en 1970, « attribué conjointement avec Bernard Katz et Julius Axelrod, pour leurs découvertes sur les neurotransmetteurs[13] ».
- 18 avril : George Hitchings (mort en 1998), chimiste et biochimiste américain, lauréat du prix Nobel de médecine en 1988, « attribué conjointement avec James Black et Gertrude Elion, pour leurs découvertes d'importants principes concernant l'élaboration des médicaments[14] ».
- 15 juillet : Simonne de Celles (mort en 1984), pharmacien et poète[15].
- 11 août : Wilbrod Bherer (mort en 1998), avocat canadien, président du Centre hospitalier de l’université Laval.
- 11 août : Charles Augustus Edwards (mort en 1990), pharmacien, homme d'affaires et administrateur sportif australien[16].
- 11 août : Erwin Chargaff (mort en 2002), biochimiste australien naturalisé américain, auteur des règles de Chargaff.
- 24 septembre : Severo Ochoa (mort en 1993), médecin et biochimiste américain d'origine espagnole, lauréat du prix Nobel de médecine, partagé en 1959 avec Arthur Kornberg pour leurs recherches sur la synthèse de l'ARN.
- 18 octobre : Félix Houphouët-Boigny (mort en 1993), homme politique ivoirien ayant exercé la médecine de 1925 à 1939.
- 6 novembre : Henri F. Ellenberger (mort en 1993), psychiatre canadien d'origine suisse.
- 21 novembre : Paul Boulanger (mort en 1996), médecin et pharmacien français, fondateur de la biochimie à Lille[17].

Date inconnue
- Pierre Petit (mort en 2002), pionnier de la chirurgie infantile moderne[18].
- Henri Warembourg (mort en 1993), pneumologue, cardiologue et interniste français.

## Décès
- 18 janvier : Jean Pierre Mégnin (né en 1828), vétérinaire et entomologiste français.
- 25 février : Albert Benjamin Prescott (en) (né en 1832), médecin, chimiste et pharmacologue américain[19].
- 23 mars : Henri Parinaud (né en 1844), pionnier de l’ophtalmologie française.
- 14 mai : Paulin Fillioux (né en 1823), pharmacien français, l'un des fondateurs de la société scientifique et du musée-aquarium d'Arcachon[20].
- 15 juin : Carl Wernicke (né en 1848), neurologue et psychiatre allemand.
- 6 septembre : Alfred Leconte (né en 1824), homme politique, dramaturge et chansonnier français, pharmacien de formation.
- 30 septembre : Émile Ménière (né en 1837), chirurgien français, spécialiste du système auditif.
- 28 octobre : Alphonse Allais (né en 1854), journaliste, écrivain et humoriste français, quelque temps préparateur stagiaire dans la pharmacie de son père, invente en 1881 le café lyophilisé.
- 2 novembre : Albert von Kölliker (né en 1817), médecin et biologiste suisse.